# Бисјер Поатвин
Бисјер Поатвин (фр. Bussière-Poitevine) насеље је и општина у централној Француској у региону Лимузен, у департману Горња Вијена која припада префектури Белак.
По подацима из 2011. године у општини је живело 907 становника, а густина насељености је износила 21,75 становника/km². Општина се простире на површини од 41,71 km². Налази се на средњој надморској висини од 190 метара (максималној 242 m, а минималној 122 m).

## Демографија
| 1962. | 1968. | 1975. | 1982. | 1990. | 1999. | 2011. |
| ----- | ----- | ----- | ----- | ----- | ----- | ----- |
| 1.231 | 1.330 | 1.160 | 1.120 | 1.019 | 960   | 907   |

График промене броја становника у току последњих година